# Лихтенштейнско-чилийские отношения
Лихтенштейнско-чилийские отношения — двусторонние дипломатические отношения между княжеством Лихтенштейн и республикой Чили.

## Сравнительная характеристика
|                  | Чили                          | Лихтенштейн              |
| ---------------- | ----------------------------- | ------------------------ |
| Население        | 19 458 000 человек            | 37 922 человек           |
| Площадь          | 756 102±1 квадратный километр | 160 квадратный километр  |
| Часовой пояс     | UTC−3, UTC−5                  | UTC+1:00                 |
| Столица          | Сантьяго                      | Вадуц                    |
| Форма правления  | демократическая республика    | конституционная монархия |
| Официальный язык | испанский язык                | немецкий язык            |
| Основная религия | католицизм                    | католицизм               |
| Дата основания   | 18 сентября 1810 года         | 12 июля 1806 года        |

## История
Торговые отношения между двумя странами являются частью соглашения о свободной торговле между Чили и Европейской ассоциацией свободной торговли, подписанного 26 июня 2003 года и вступившего в силу 1 декабря 2004 года, включавшего также и Лихтенштейн, Исландию и Швейцарию. С вступлением в силу данного соглашения Чили добился освобождения от таможенных пошлин для 90% своего экспорта в Лихтенштейн, при этом княжество также снизило на 86% тарифов на свой экспорт в чилийский рынок. 
В 2016 году объём торговли между двумя странами составил 50 000 долларов США, полностью состоящий из экспорта Лихтенштейна в Чили, основными экспортируемыми товарами были ультрафиолетовые и инфракрасные лампы, лаки, строительные изделия, пластик и механические уплотнения.
Мигель Пардо Оярсун, чилийский гражданин, выдавал себя за Мигеля де Лихтенштейна, члена княжеского дома Лихтенштейнов. Княжество Лихтенштейн всегда публично отрицало какую-либо связь с ним: «Я могу подтвердить, что этот человек не является членом княжеской семьи Лихтенштейна», — заявлял секретарь принца Ханса-Адама II.

## Визовая политика
- Гражданам Чили не требуется виза для посещения Лихтенштейна.
- Подданным Лихтенштейна не требуется виза для посещения Чили.

## Дипломатические миссии
- Чили не имеет посольства в Лихтенштейне, но посольство в Берне, столице Швейцарии, аккредитовано и в Лихтенштейн[4].
- Лихтенштейн не имеет посольства в Чили, но посольство в Вашингтоне, столице США, аккредитовано и в Чили.

## Совместные международные организации
Чили и Лихтенштейн вместе состоят в некоторых международных организациях, где они также могут взаимодействовать или иметь общую позицию по какому-либо вопросу.
| Название организации            | Дата присоединения Лихтенштейна | Дата присоединения Чили |
| ------------------------------- | ------------------------------- | ----------------------- |
| Всемирный почтовый союз         | 13 апреля 1962 года             | 1 апреля 1881 года      |
| Международный союз электросвязи | 25 июля 1963 года               | 1 января 1908 года      |
| ОЗХО                            | 24 декабря 1999 года            | 29 апреля 1997 года     |
| ВТО                             | 1 сентября 1995 года            | 1 января 1995 года      |
| Интерпол                        | 10 октября 1960 года            | 25 сентября 1944 года   |
| ООН                             | 18 сентября 1990 года           | 24 октября 1945 года    |